# Granadilla (rod)
Granadilla je rod iz porodice Passifloraceae.
Ovaj rod još nema priznatih vrsta. Nije riješen status četiriju vrsta.

## Vrste
1. Granadilla coerulea (L.) Medik.
2. Granadilla incarnata (L.) Medik.
3. Granadilla lutea (L.) Medik.
4. Granadilla normalis  (L.) Gaertn.